# 福州商務總會
福州商務總會，是清末在福建省福州府閩縣南臺上杭路建立的一個商業機構組織，始創於光緒三十一年，是福州歷史最悠久、規模最龐大的商業機構。於創會時，成員府有七家。由福州籍富商張秋舫、羅筱坡、李鬱齋等人於大清光绪三十一年（1905年）創辦，管轄範圍包括福州府、興化府、福寧府、建寧府、延平府、邵武府和汀州府。福州商務總會最初暫時設立在張真君祖殿內，後期遷至楊孫耀住宅（今福州市臺江區上杭路100號），該建築現時已被列為福建省文物保護單位。

## 歷史
大清光緒三十一年（1905年），在上海經商的福州籍富商張秋舫、羅筱坡、李郁齋回到福州，統合福建當地的商幫人士，成立了「福州商務總會」。由張秋舫出任福州商務總會的首任總理，會員有福州、興化、福寧、建寧、延平、邵武和汀州上下七府的商會商人。福州商務總會的辦公地點原位於張真君祖殿。光緒三十二年（1906年），福州商務總會領軍人物張秋舫、羅金城、李郁齋與官紳陳寶琛、林炳章等十人聯名發起成立「福建去毒社」（社址位今大廟山），福州城內宮巷設分社，由商會發動商家募集經費，勒令土膏行、煙館改業，打擊售毒的洋商、奸商。大清光緒三十三年（1907年）五月，福州商務總會主持慶祝福建去毒社周年，抬着繳獲的煙土、煙具，敲鑼打鼓環城遊行，並在海關埕銷煙。大清宣統三年，經福州商務總會決議，以一萬一千三百五十兩的白銀，購買位於上杭路楊孫耀的大厝作為福州商務總會的總部。
民國五年（1916年），福州商務總會與閩侯商務事務所合併，成立福州商會。民國十八年（1929年），國民政府宣布不得已「總商會」形式命名，故從「福州總商會」更名為「閩侯縣商會」。民國三十一年（1942年），「閩侯縣商會」進行改組，因吸納更多同業公會的加入，並又改名為「福州市商會」，此時福州有更多的行業組成同業公會並加入商會，並遵循《福州市商業同業公會章程》。
民國三十八年（1949年），在原福州市商會會長蔡友蘭的組織行動下，各個舊商會、舊公會、工商界代表，統合成立了「福州市工商業聯合籌備委員會」，到1952年「福州市工商聯」成立。

## 歷屆主席
| 任                 | 名                     | 年                                                               | 制     | 職         | 註 |
| ------------------ | ---------------------- | ---------------------------------------------------------------- | ------ | ---------- | -- |
| 1                  | 張秋舫、羅金城、李鬱齋 | 光緒三十一年（1905年）                                           | 議董制 | 總理、協理 |    |
| 2                  | 陳渭藩                 | 宣統三年（1911年）                                               | 董事制 | 會長       |    |
| 3                  | 黃瞻鴻                 | 民國四年（1915年）                                               | 董事制 | 會長       |    |
| 4                  | 黃瞻鴻                 | 民國六年（1917年）                                               | 委員制 | 主席       |    |
| 5                  | 羅勉侯                 | 民國八年（1919年）                                               | 委員制 | 主席       |    |
| 6                  | 鄭季明                 | 民國十六年（1927年）                                             | 委員制 | 主席       |    |
| 7                  | 林時森、羅勉侯         | 民國廿一年（1932年）                                             | 會長制 | 會長       |    |
| 8                  | 王梅惠                 | 民國廿七年（1938年）                                             | 會長制 | 會長       |    |
| 9                  | 林君揚                 | 民國三十年（1941年）                                             | 會長制 | 會長       |    |
| 日佔福州時期       |                        |                                                                  |        |            |    |
| 10                 | 吳烺藩                 | 民國三十年（1941年）四月廿二日至九月三日                         |        | 會長       |    |
| 福州光復           |                        |                                                                  |        |            |    |
| 9                  | 林君揚                 | 民國三十年（1941年）                                             | 會長制 | 會長       |    |
| 10                 | 蔡友蘭                 | 民國三十二年（1943年）                                           | 會長制 | 會長       |    |
| 第二次日佔福州時期 |                        |                                                                  |        |            |    |
| 11                 | 尤柳門                 | 民國三十三年（1943年）十月四日至民國三十五年（1945年）五月十八日 |        | 會長       |    |
| 福州二次光復       |                        |                                                                  |        |            |    |
| 12                 | 林君揚                 | 民國三十四年（1945年）                                           | 理事長 | 理事長     |    |
| 13                 | 蔡友蘭                 | 民國三十七年（1948年）                                           | 理事長 | 理事長     |    |